# هيربرت بروم
هيربرت بروم هو كاتب إنجليزي في القانون، وُلِد عام 1815 وتوفي عام 1882، وقد وُلِد في مدينة كيدرمينستر، وتعلم في كلية الثالوث في جامعة كامبريدج، وتخرج عام 1937